# Coasta Repedea–Păun
Coasta Repedea–Păun (găsită și sub forma de Coasta Repedea) este o cuestă de la nivelul Podișului Central Moldovenesc situată pe dreapta văii Bahluiului și care, domină dinspre sud prin abrupturile sale orașul Iași. Morfologic, cuesta în cauză se desfășoară de la vest la est între Șaua Bârnova (prin care se racordează Coastei Iașilor) și Tomești, de unde se continuă cu un abrupt similar spre Prut, Fața Prutului.
Opinia asupra sa nu este uniformă, existând și punctul de vedere precum că ar fi de fapt un segment al Coastei Iașilor.

## Morfologie
Coasta Repedea–Păun (intitulată și Coasta Repedea) este în fapt o cuestă situată pe partea dreaptă a văii râului Bahlui ce aparține de Podișul Central Moldovenesc. fiind inclusă uneori din punct de vedere geografic Coastei Iașilor, de care se leagă în partea de vest prin Șaua Bârnova (Cuesta Iașilor continuă cuesta principală din zona Trelea–Repedea–Păun printr-un semicerc larg). Extremitatea estică se leagă de un abrupt similar spre Prut, Fața Prutului. În partea dreaptă a Bahluiului, între Miroslava și Vlădiceni, versantul scurt și puternic înclinat care retează capetele de strat, al cuestei, domină valea și orașul Iași întinzându-se spre est până la Tomești.
La nivelul dealului Repedea, platoul său structural este delimitat de un puternic abrupt de cuestă ce corespunde grosimii plăcii dure la nord și nord-vest. Acesta se continuă cu pante ușor mai domoale spre complexul marno-argilelor din bază.
Cuestele secundare sunt unghiulare în zonele de confluență ale unor văi cu subsecvență diferită (e.g. versanții din părțile de nord și de vest ai dealului Cetățuia) sau sinuoase în sectoarele cu afluenți mici (e.g. Ștefan Vodă și Manta Roșie). La sud-est de Iași, cuesta principală se apropie mult de cea secundară, formând un ansamblu cuestiform etajat.

## Formarea
Relieful din zona Iașului provine prin modelare externă a câmpiei de acumulare marină sarmatică. Această modelare a acționat printr-o denudație selectivă asupra platformei sarmațiene, cu caracter monoclinal și cu orientare NNV–SSE.  Acest substrat format dintr-o alternanță de marno-argile cu intercalații de nisipuri fine, cuarțoase și feruginoase, pe dreapta râului Bahlui a păstrat în partea sa superioară orizonturi de gresii și calcare mai dure care, erodate mai lent actual sunt puse în evidență la altitudinile maxime ale reliefului, în zona de sud a Iașului sub forma unor platouri structurale înalte: dealurile Repedea și Păun ale Podișului Central Moldovenesc cu o înălțimi de 356 și respectiv 404 de m.
În ce privește formarea întregului sector de cuestă principală (Trelea–Repedea–Păun), un rol dominant a fost jucat de procesele deluviale, eroziunea fluvială având un rol secundar. Astfel, pe fondul unei alternanțe între roci cu permeabilitate și duritate diferite, în condiții favorabile de climă s-au produs deplasări puternice de masă, caracterizate de desprinderea și alunecarea spre vale a unor martori de cuestă precum dealul Blănarului (și nu numai), asociate cu retragerea cuestei spre sud. Această retragere a fost asociată de un proces amplu de glacizare, având ca origine atât mai ales deplasările de masă menționate anterior cât și acțiunea în Pliocen și Cuaternar a rețelei hidrografice torențiale. Acest glacis are superior depozite holocene (relativ recente) ce acoperă frecvent formațiuni pleistocene (mai vechi) deluviale. În prezent în timp ce depozitele holocene se mai păstrează în partea superioară a unor dealuri precum Socola, Vlădiceni și Tomești sub forma unor fragmente de cuvertură deluvială (secționată de afluenții de pe partea dreapta ai văii Bahluiului), depozitele deluviale pleistocene sunt vizibile în zona deschiderilor naturale de pe văile unor pâraie precum Vișan sau Vămeșoaia)
Există în areal și cueste sculptate predominant prin eroziune fluvială, dar acestea sunt cueste secundare, precum este cea care flanchează pe dreapta valea Nicolinei.

În Cuaternar, fragmentarea puternică a plăcii protectoare a podișului sub acțiunea conjugată a râurilor și afluenților lor a determinat retragerea mai accentuată spre sud a planului de cuestă în sectorul Mogoșești–Strunga, ceea ce a făcut ca  acest plan să nu fie aliniat cu sectorul vecin Repedea–Păun.

## Elemente antropice
La nivelul Coastei Repedea–Păun continuă Podgoria Iași, cu centre viticole în acest areal la Bucium și Tomești. Comunele Bârnova și Tomești sunt, de asemenea și centre pomicole.